# Neuville-Saint-Amand
Neuville-Saint-Amand – miejscowość i gmina we Francji, w regionie Hauts-de-France, w departamencie Aisne.
Według danych na styczeń 2014 roku gminę zamieszkiwało 898 osób, a gęstość zaludnienia wynosiła 108,8 osób/km².